# Михаил Христов (биолог)
Михаил Христов Тодоров е български генетик и ботаник, преподавател, професор от 1931 г., с приноси в областта на цитогенетиката на растенията и на размножаването на семенните растения чрез апомиксис.

## Биография
Михаил Христов е роден на 21 декември 1895 година в Пловдив в семейството на възрожденския учител Христо Тодоров. През 1914 г. завършва гимназия в Пловдив. Печели стипендия от Министерството на земеделието и държавните имоти и през 1915 г. започва да учи земеделие във Виена. Стажува една година в Земеделската опитна станция „Образцов чифлик“ край Русе и през 1921 г. завършва висшето си образование с титлата „инженер – агроном“.
Михаил Христов започва работа през 1921 г. като асистент в катедра „Общо земеделие“ в току-що открития Агрономически факултет на Софийския университет. През 1923 – 1924 г. той е на специализация в Института по генетика и селекция на Висшето училище в Берлин и в Института по зоология и Института по растениевъдство в гр. Хале, Германия. През 1925 – 1927 г. специализира в Института по приложна биология в Харвардския университет в Бостън (САЩ), със стипендия от фондацията „Рокфелер“.
През 1928 г. е избран за редовен доцент по генетика и селекция при катедра „Частно земеделие“. Три години по-късно вече е извънреден професор по генетика и селекция, а от 1937 г. до внезапната си смърт – редовен професор и ръководител на катедра „Земеделска ботаника“.

### Преподавателска дейност
През 1928 г. Михаил Христов започва да чете първите университетски курсове в България по генетика, селекция и опитно дело. През 1936 г. той издава първия учебник по генетика в България, предназначен за студентите от Агрономическия факултет. По време на преподавателската си работа той чете следните по-важни курсове: генетика и селекция, селекция на тютюна, тютюнопроизводство и манипулация, селекция на културните растения, опитно дело, земеделска ботаника и ботаника. Други учебници: Земеделска ботаника (1946, 1947), Приложна ботаника (1947), Ботаника (1958, 1963).

### Научни приноси
Научната дейност на проф. Михаил Христов започва с проучвания върху българските тютюни. В допълнение прави обширни цитологични и генетични изследвания на много от видове от род Nicotiana (тютюни), получава и изследва техните хибриди. Публикацията става основен труд в областта на междувидовите хибриди при тютюна.
След 1933 г. неговото внимание се насочва към една нова област – девственото размножаване при растенията, което при семенните растения означава образуване на семена без оплождане (апомиксис). Подобни изследвания откриват големи възможности пред селекцията и семепроизводството. Проф. Христов създава колекция от растения, размножаващи се чрез апомиксис, а редовните публикации, които излизат от България, намират място в международните списания.
Краят на изследванията на проф. Михаил Христов настъпва през април 1949 г. Тогава в България се провежда Биологическа конференция на БАН на тема „Положението в биологическата наука у нас в светлината на мичуринското учение“. Конференцията се прави по подобие на проведената в Москва сесия на ВАСХНИЛ от предишната година.
Конференцията цели да принуди българските учени да приемат идеите на съветския агроном Т.Д. Лисенко за верни. Резултатът е разгром на българската биологическа наука. Като генетици главните подсъдими на тази конференция са проф. Михаил Христов и акад. Дончо Костов. Акад. Дончо Костов е болен, той е заставен да подпише писмо, което е в духа на Конференцията. Проф. Христов смирено посипва главата си с пепел, обещава да пренапише части от учебниците си и заявява: „Аз ще направя необходимото, за да се сработя с прогресивното мичуринско направление в биологията, тъй както то се застъпва от съветските биолози, ръководени от академик Лисенко.“
Проф. Михаил Христов преустановява напълно изследванията и е принуден да унищожи уникалната си сбирка от растения, които се размножават чрез апомиксис. Продължава да се занимава с анатомични и цитологични проблеми. Преодоляването на лисенкоизма в България става едва през 1965 – 1970 г.

## Избрани публикации
- Christoff, M., 1928. Cytological studies in the genus Nicotiana. Genetics, 13, pp.233 – 277.
- Christoff, M. and Popoff, A., 1933. Cytologische Studien über die Gattung Hieracium. Zeitschrift für wissenschaftliche Biologie. Abteilung E. Planta, 20, pp.440 – 447.
- Christoff, M. and Christoff, M.A., 1948. Meiosis in the somatic tissue responsible for the reduction of chromosome number in the progeny of Hieracium hoppeanum Schult. Genetics, 33, pp.36 – 42.